# Ministeri d'Agricultura, Pesca i Alimentació

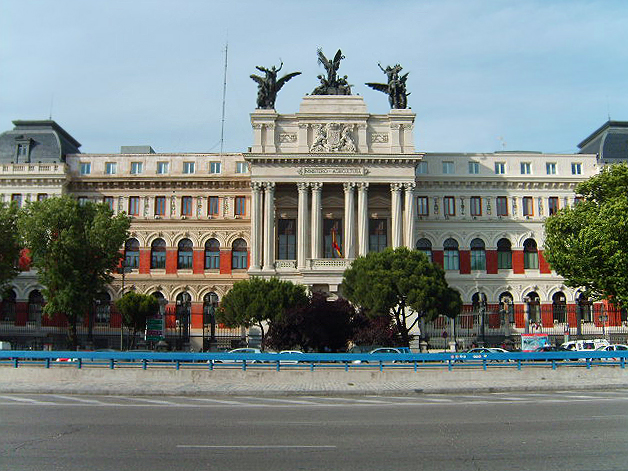
Façana del Ministeri d'Agricultura a Madrid

El Ministeri d'Agricultura, Pesca i Alimentació és un dels departaments ministerials en què es divideix el govern d'Espanya. Des del 2018 el ministre titular és Luis Planas Puchades. És el departament competent en l'àmbit de l'Administració General de l'Estat per a la proposta i execució de la política del Govern en matèria de lluita contra el canvi climàtic, protecció del patrimoni natural, de la biodiversitat i del mar, aigua, desenvolupament rural, recursos agrícoles, ramaders i pesquers, i alimentació.
Entre 1977 i 1982 el ministeri rebé el nom de Ministeri d'Agricultura, rebent a partir d'aquell moment el nom de Ministeri d'Agricultura, Pesca i Alimentació. En la formació de la IX Legislatura l'any 2008 fou denominat Ministeri de Medi Ambient, Medi Rural i Marí, integrant dins aquests les competències de l'extint Ministeri de Medi Ambient. El 2011, amb el primer govern de Mariano Rajoy s'anomenà Ministeri d'Agricultura, Alimentació i Medi Ambient, a vegades abreujat Magrama. Des d'octubre de 2016 fins a juny de 2018 s'anomenava Ministeri d'Agricultura i Pesca, Alimentació i Medi Ambient. Va ser amb el Govern de Sánchez quan va passar a tindre la denominació actual.

## Història
El Ministeri d'Agricultura, com a departament exclusivament dedicat a aquesta matèria, va néixer el juny de 1933 sota presidència de Manuel Azaña, de l'escissió en dos del fins aquell moment Ministeri d'Agricultura, Indústria i Comerç. L'actuació governamental en aquest àmbit és, però, molt anterior. Des de principis del segle xix, cal esmentar sota el Regnat de Ferran VII les tasques de foment de l'agricultura, dutes a terme pel Ministeri d'Hisenda, o en l'àmbit de la ramaderia, sota l'autoritat del Concejo de la Mesta. Fita destacable va ser el Reial decret de 9 de novembre de 1832, de Victoriano de Encima, pel qual es crea el Ministeri de Foment, sota la denominació de Secretaria d'Estat i del Despatx de Foment General del Regne i que comptava entre les seves competències la de foment de l'agricultura, els vivers i cries de bestiar, la plantació i conservació de les muntanyes i arbrats o la caça i la pesca. Per això, es feia dependre del Departament de "Conservaduría de Montes y el honrado Consejo de la Mesta". L'àrea d'agricultura es va mantenir en el Ministeri de Foment durant gairebé cent anys. En 1870 existia ja una Direcció General d'Obres Públiques i Agricultura. Entre 1900, després de l'escissió d'Educació, i 1905, el Departament es va denominar d'Agricultura, Indústria, Comerç i Obres Públiques, retornant a partir de 1905 a la seva anterior denominació.
Amb la publicació del Reial Decret de 3 de novembre de 1928 es creava el Ministeri d'Economia Nacional, al qual va ser transferida la Direcció General d'Agricultura, amb les Cambres agràries, el Consell agronòmic i l'associació de Ramaders, i els serveis d'Higiene i Sanitat pecuària. Finalment, el Ministeri d'Agricultura, Indústria i Comerç va ser creat per Decret del President de la República Niceto Alcalá Zamora el 16 de desembre de 1931, incorporant les direccions generals d'Agricultura, Indústria i Comerç, procedents del Ministeri d'Economia Nacional i les de Mines, Monts i Ramaderia, procedents del Ministeri de Foment. Dos anys més tard, el juny de 1933, sota presidència de Manuel Azaña, es va produir l'escissió en dos del departament, creant-se d'una banda el Ministeri d'Agricultura i de l'altra el d'Indústria i Comerç. Era la primera vegada que existia un Ministeri dedicat exclusivament a gestionar la qüestió agrícola. La separació es va fer definitiva, excepte en el període comprès entre el 25 de setembre de 1935 i el 19 febrer de 1936, en què s'anomena Ministeri d'Indústria, Comerç i Agricultura. En incorporar les competències de pesca, procedents del Ministeri de Transports, el 1981, el departament va passar a denominar-se Ministeri d'Agricultura, Pesca i Alimentació, denominació que va mantenir durant 27 anys fins que el 2008, sota el Govern de José Luis Rodríguez Zapatero, es va fusionar amb el Ministeri de Medi Ambient, i passà a denominar-se Ministeri de Medi Ambient i Medi Rural i Marí. Amb l'inici de la X Legislatura el novembre de 2011, prengué el nom de Ministeri d'Agricultura, Alimentació i Medi Ambient.Després de la Moció de censura contra Mariano Rajoy de 2018, el Govern de Sánchez el tornà a anomenar Ministeri d'Agricultura, Pesca i Alimentació i aquesta és la denominació actual del ministeri.

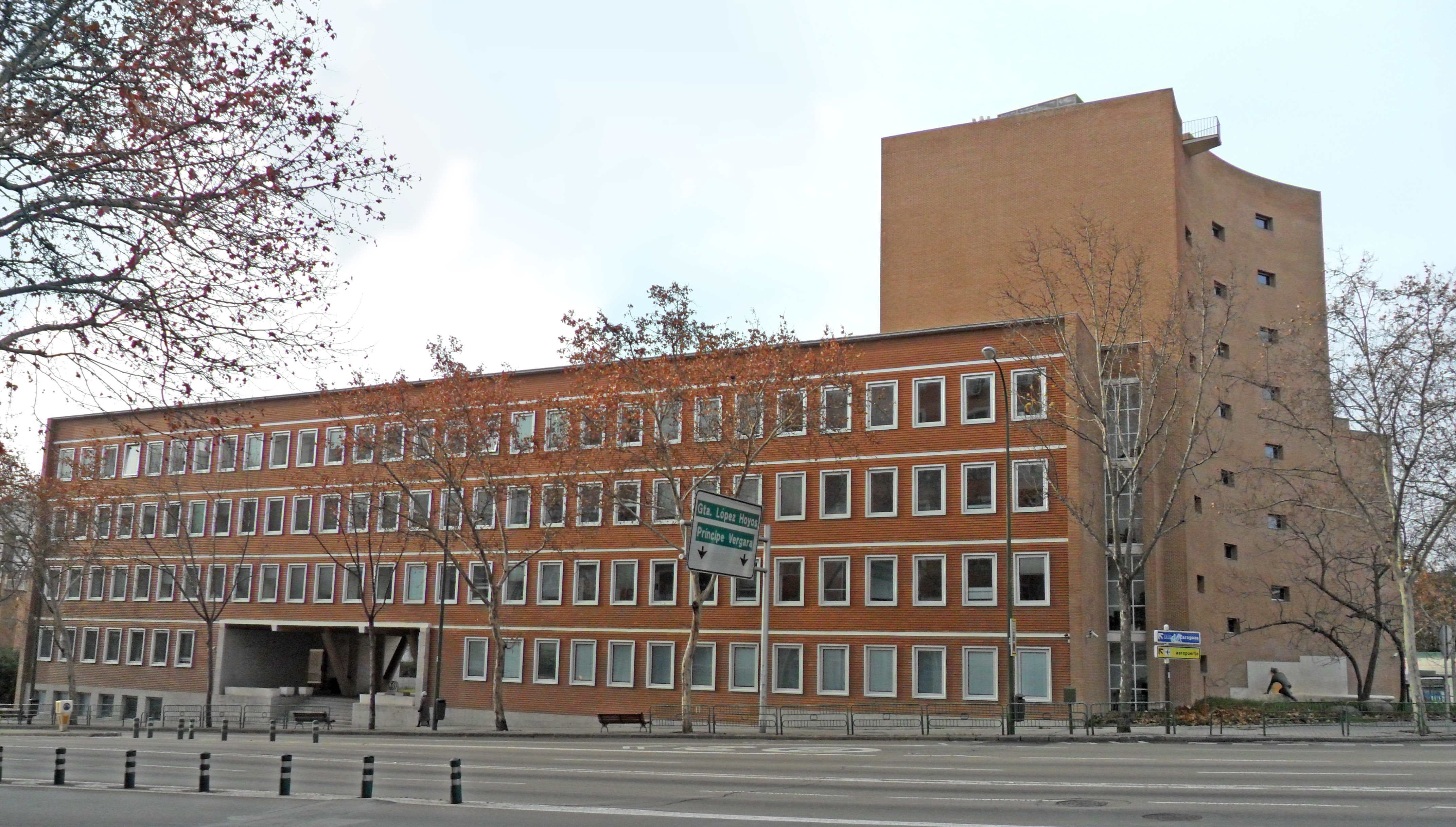
Secretaria General de Pesca.

### Denominacions històriques del Ministeri
Des de la Segona República espanyola aquest Ministeri ha rebut les següents denominacions en diferents moments de la seva història:
- Ministeri d'Agricultura.
- Ministeri d'Agricultura, Indústria i Comerç.
- Ministeri d'Indústria, Comerç i Agricultura.
- Ministeri d'Agricultura i Treball Agrícola.
- Ministeri d'Agricultura i Treball.
- Ministeri d'Agricultura, Pesca i Alimentació.[9]
- Ministeri de Medi Ambient, Medi Rural i Marí.[10]
- Ministeri d'Agricultura, Alimentació i Medi Ambient.[2]

## Competències i organització
Les competències bàsiques del ministeri són:
1. La proposta i execució de la política del Govern en matèria de recursos agrícoles, ramaders i pesquers, d'indústria agroalimentària, i de desenvolupament rural.
2. La proposta i execució de la política del Govern en matèria de medi ambient.[2]

Principals departaments en què s'organitza el ministeri:
- Consell Superior Agrari
- Organisme Autònom Parcs Nacionals
- Secretaria d'Estat de Medi Ambient
  - Agència Estatal de Meteorologia (AEMET)
  - Oficina Espanyola de Canvi Climàtic
  - Direcció General de Qualitat i Avaluació Ambiental i Medi Natural
  - Direcció general de Sostenibilitat de la Costa i del Mar
  - Direcció general de l'Aigua
  - Organismes autònoms adscrits:
    - Confederacions hidrogràfiques
    - Mancomunitat dels Canals del Taibilla
- Subsecretaria d'Agricultura, Alimentació i Medi Ambient
  - Subdirecció General d'Anàlisi, Prospectiva i Coordinació
  - Inspecció General de Serveis
  - Organismes adscrits: Entitat Estatal d'Assegurances Agràries (ENESA)
- Secretaria General Tècnica
- Secretaria General d'Agricultura i Alimentació
  - Direcció General de Produccions i Mercats Agraris
  - Direcció General de Sanitat de la Producció Agrària
  - Direcció General de la Indústria Alimentària
  - Direcció General de Desenvolupament Rural i Política Forestal
  - Organismes adscrits:
    - Fons Espanyol de Garantia Agrària (FEGA)
    - Agència d'Informació i Control Alimentaris (AICA)
- Secretaria General de Pesca
  - Direcció General d'Ordenació Pesquera
  - Direcció General de Recursos Pesquers i Aqüicultura

## Llista de ministres d'agricultura

### Segona República Espanyola
- 1931 - 1933: Cirilo del Río Rodríguez, PRP (Agricultura, Indústria i Comerç)
- 1933- 1933: Marcel·lí Domingo i Sanjuan, PRS
- 1933- 1933: Ramón Feced Gresa, PRS
- 1933- 1934: Cirilo del Río Rodríguez, PRP
- 1934- 1935: Manuel Giménez Fernández, CEDA
- 1935- 1935: Juan José Benayas y Sánchez Cabezudo, PRP
- 1935- 1935: Nicasio Velayos Velayos, PA
- 1935- 1935: José Martínez de Velasco, PA (Indústria, Comerç i Agricultura)
- 1935- 1935: Juan Usabiaga Lasquivar, PRR (Indústria, Comerç i Agricultura)
- 1935- 1935: Joaquín de Pablo-Blanco Torres, PRR (Indústria, Comerç i Agricultura)
- 1935- 1936: Jose María Álvarez Mendizábal (Indústria, Comerç i Agricultura)
- 1936- 1936: Mariano Ruiz-Funes García, IR
- 1936- 1936: Ramón Feced Gresa, IR
- 1936- 1936: Mariano Ruiz-Funes García, IR
- 1936- 1939: Vicente Uribe Galdeano, PCE

### Franquisme
- 1936 - 1940: Eufemio Olmedo
- 1938 - 1939: Raimundo Fernández-Cuesta y Merelo
- 1939- 1941: Joaquín Benjumea Burín (Agricultura i Treball)
- 1941- 1945: Miguel Primo de Rivera y Sáenz de Heredia
- 1945- 1951: Carlos Rein Segura
- 1951- 1957: Rafael Cavestany de Anduaga
- 1957- 1965: Cirilo Cánovas García
- 1965- 1969: Adolfo Díaz-Ambrona Moreno
- 1969- 1975: Tomás Allende y García-Baxter

### Transició Espanyola
- 1975 - 1976: Virgilio Oñate Gil
- 1976- 1977: Fernando Abril Martorell

### Democràcia
| Legislatura             | Inici                  | Finalització           | Nom                       | Partit | Notes |
| ----------------------- | ---------------------- | ---------------------- | ------------------------- | ------ | --- |
| Constituent (1977-1979) | 4 de juliol de 1977    | 28 de febrer de 1978   | José Enrique Martínez     | UCD    | |
| Constituent (1977-1979) | 28 de febrer de 1978   | 5 d'abril de 1979      | Jaime Lamo de Espinosa    | UCD    | |
| I (1979-1982)           | 6 d'abril de 1977      | 2 de desembre de 1981  | Jaime Lamo de Espinosa    | UCD    | |
| I (1979-1982)           | 2 de desembre de 1981  | 13 de setembre de 1982 | José Luis Álvarez Álvarez | UCD    | |
| I (1979-1982)           | 13 de setembre de 1982 | 2 de desembre de 1982  | José Luis García Ferrero  | UCD    | |
| II (1982-1986)          | 3 de desembre de 1982  | 25 de juliol de 1986   | Carlos Romero Herrera     | PSOE   | |
| III (1986-1989)         | 26 de juliol de 1986   | 6 de desembre de 1989  | Carlos Romero Herrera     | PSOE   | |
| IV (1989-1993)          | 7 de desembre de 1989  | 12 de març de 1991     | Carlos Romero Herrera     | PSOE   | |
| IV (1989-1993)          | 12 de març de 1991     | 12 de juliol de 1993   | Pedro Solbes Mira         | PSOE   | |
| V (1993-1996)           | 13 de juliol de 1993   | 6 de maig de 1994      | Vicente Albero Silla      | PSOE   | |
| V (1993-1996)           | 6 de maig de 1994      | 5 de maig de 1996      | Luis María Atienza Serna  | PSOE   | |
| VI (1996-2000)          | 6 de maig de 1996      | 30 d'abril de 1999     | Loyola de Palacio         | PP     | |
| VI (1996-2000)          | 30 d'abril de 1999     | 27 d'abril de 2000     | Jesús Posada Moreno       | PP     | |
| VII (2000-2004)         | 28 d'abril de 2000     | 17 d'abril de 2004     | Miguel Arias Cañete       | PP     | |
| VIII (2004-2008)        | 18 d'abril de 2004     | 14 d'abril de 2008     | Elena Espinosa Mangana    | PSOE   | |
| IX (2008-2011)          | 14 d'abril de 2008     | 21 d'octubre de 2010   | Elena Espinosa Mangana    | PSOE   | |
| IX (2008-2011)          | 21 d'octubre de 2010   | 22 de desembre de 2011 | Rosa Aguilar Rivero       | PSOE   | |
| X (2011-2016)           | 22 de desembre de 2011 | 28 d'abril de 2014     | Miguel Arias Cañete       | PP     | Abandona el càrrec per a presentar-se per al seu partit a les eleccions europees del 2014, serà designat Comissari Europeu d'Acció pel Clima i Energia |
| X (2011-2016)           | 28 d'abril de 2014     | 7 de juny de 2018      | Isabel García Tejerina    | PP     | Secretària d'Estat d'Agricultura durant el mandat de Cañete                                                                                            |
| XI (2016)               | 2016                   | 2018                   | Isabel García Tejerina    | PP     | |
| XII (Des de 2016)       | 7 de juny de 2018      | En el càrrec           | Luis Planas Puchades      | PSOE   | |